# Circuit de Mortefontaine
Le Circuit de Mortefontaine ou CERAM est à l'origine un circuit d'essais automobile constitué d'une unique piste de 4 000 m construit par le constructeur automobile Simca en 1956, et situé sur la commune de Mortefontaine dans l'Oise.
Il est surtout connu pour son anneau de vitesse de 3 000 m comportant des inclinaisons de 43° et de 7 m de hauteur, construit par Chrysler en 1968, permettant d'atteindre une vitesse de 300 km/h.

## Historique

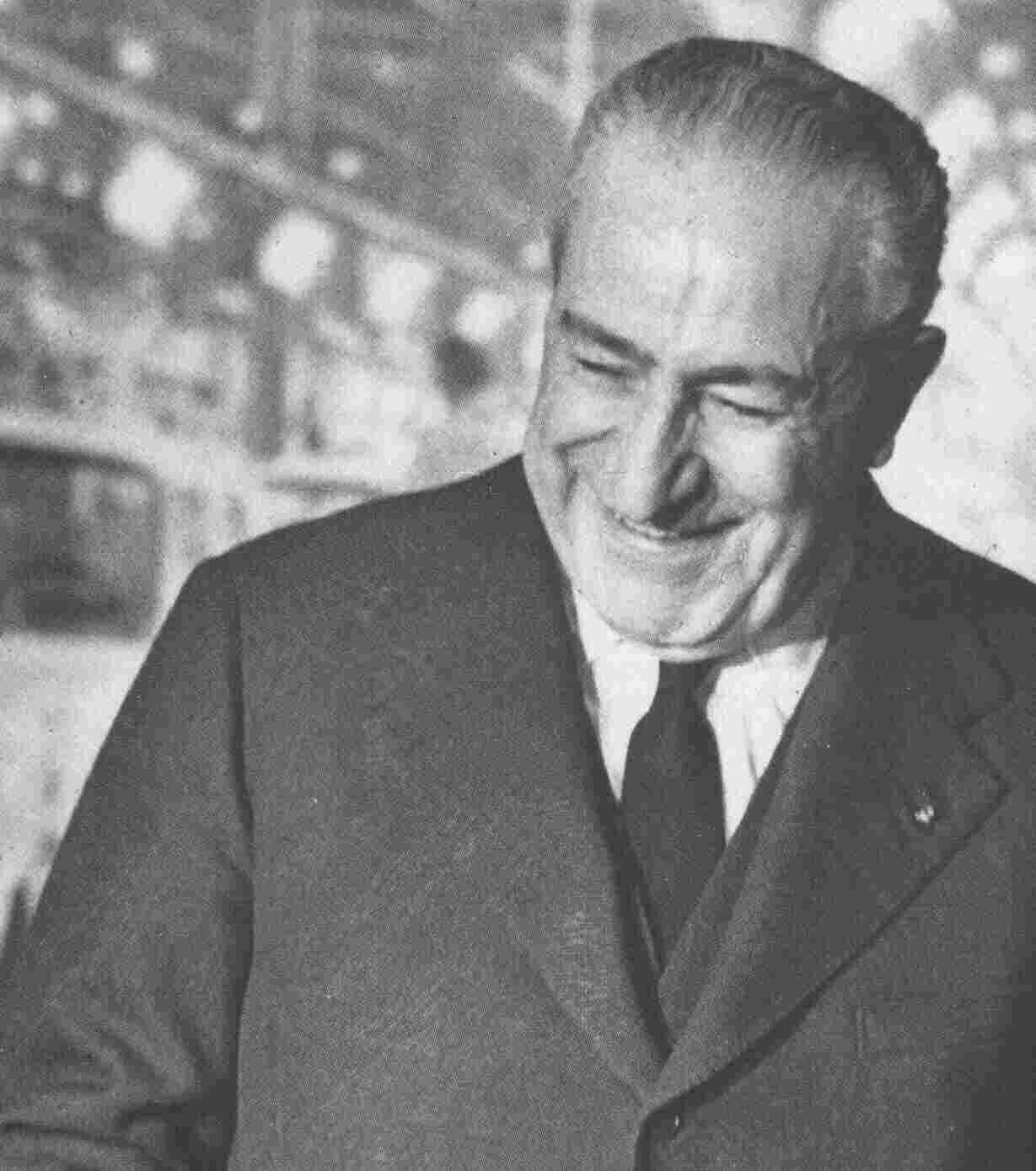
Henri T. Pigozzi.

C'est à la demande d'Henri Théodore Pigozzi, PDG de Simca, que le constructeur automobile va construire, à partir de 1956, un circuit d'essais automobile dans la forêt de Mortefontaine sur des terres prêtées pour 30 ans par le comte de Gramont. Le circuit a pour objet de tester ses nouveaux modèles, dont notamment la Simca 1000, dans des conditions proches du réel, dans le plus grand secret à l'écart des regards indiscrets. À cette fin, le circuit, tapi dans près de deux cents hectares de la forêt de Mortefontaine, est clos par un mur d’enceinte de 8 kilomètres. La première piste d'une longueur de 4 000 m est terminée en 1958, elle est constituée de virages, courbes rapides, lignes droites et portions sinueuses, de côtes et descente abruptes, de cassis et dos d’âne. Le circuit comporte une piste en asphalte entrecoupée de zones pavées et de passages humides. Au centre du circuit, de grandes superficies en enrobé permettent d’effectuer des tests de survirage, sous-virage et de freinage[réf. souhaitée].
En 1958, Simca achète Talbot, et la même année Chrysler prend 15 % de participation dans l'entreprise Simca puis il en devient actionnaire majoritaire en 1962 et donc propriétaire du circuit. En 1968, le constructeur américain agrandit le circuit routier et fait construire un anneau de vitesse long de 3 000 m avec une inclinaison maximum de 43° au centre du circuit routier, ainsi que des bâtiments et une aire plane asphaltée de 77 000 m2. Puis en 1974, Chrysler ajoute des pistes spéciales au circuit routier pour ses essais techniques avec une piste pavée, des passages humides, un tunnel à poussière et des dos d'âne.

Anneau de vitesse - Inclinaison de 43°
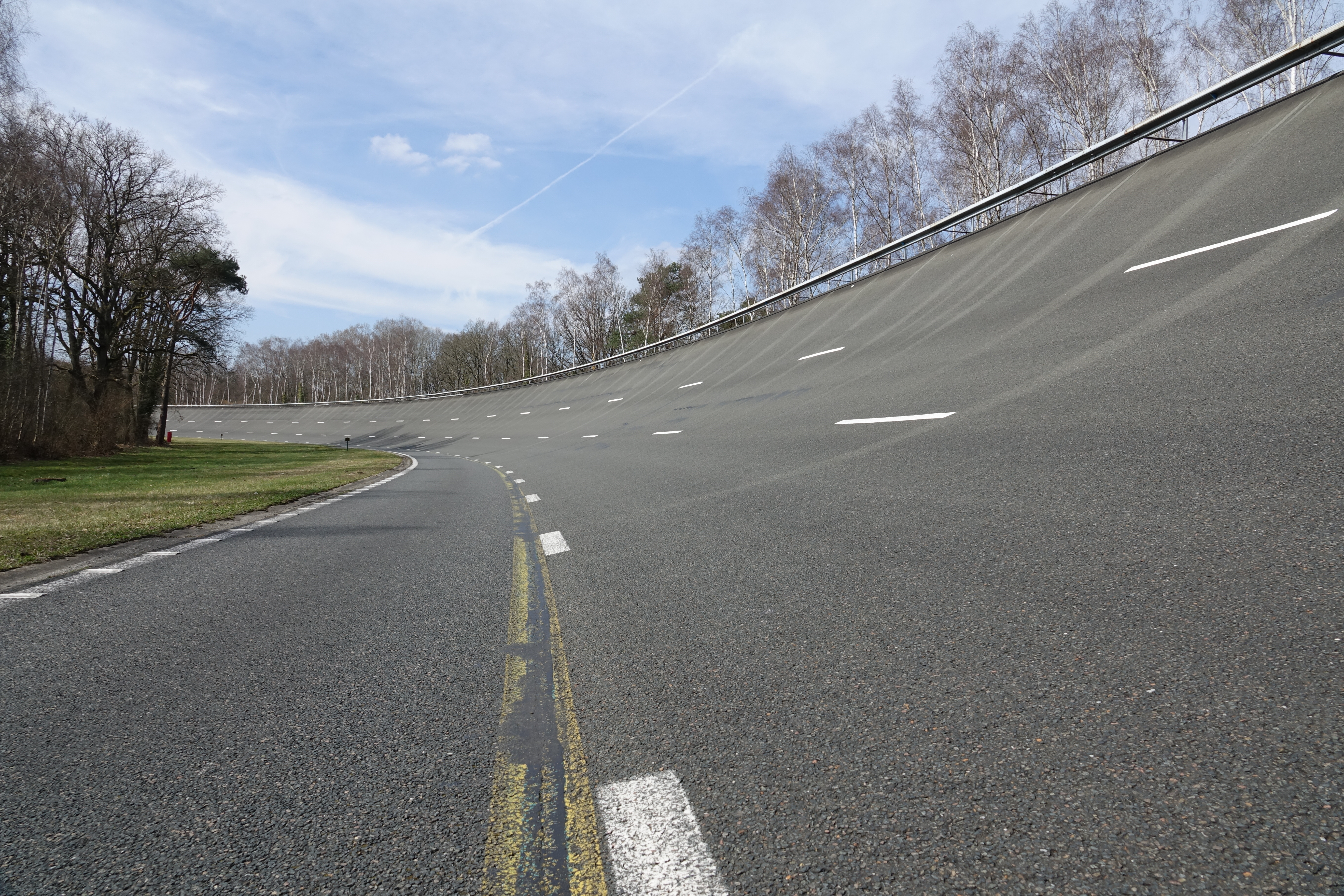
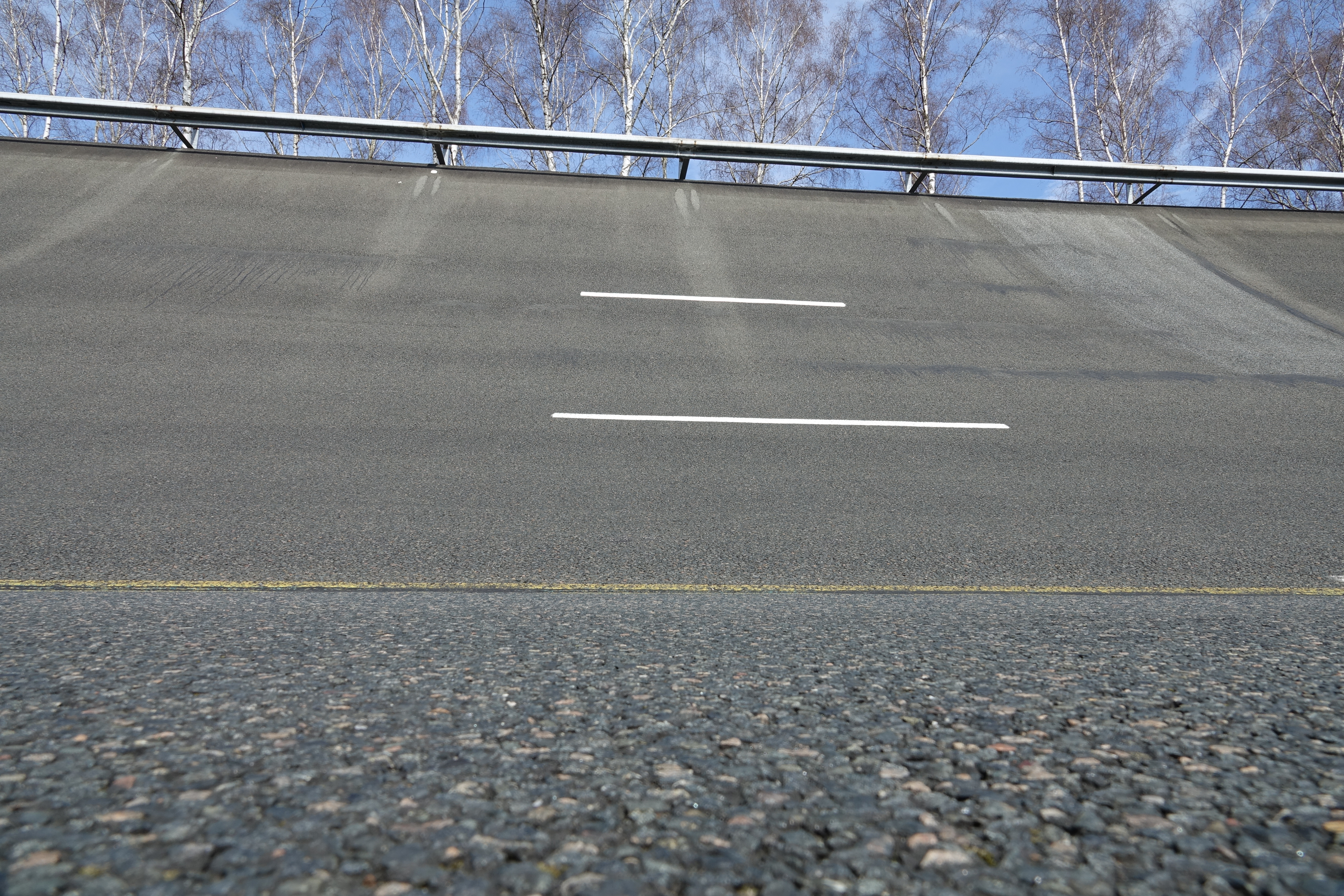
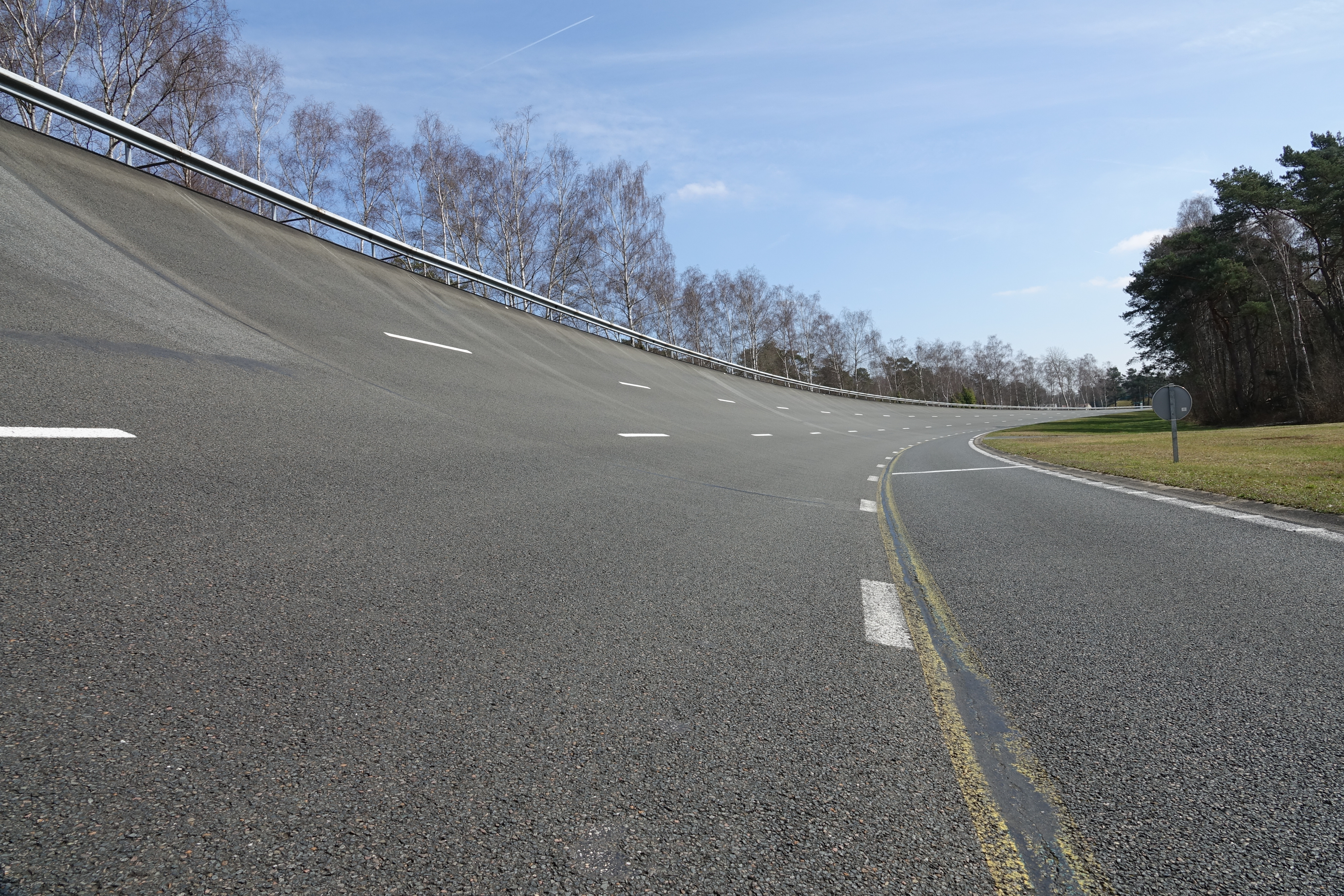

En 1980, la division européenne de Chrysler, Simca, Talbot et le circuit de Mortefontaine sont achetés par Peugeot. Le constructeur au lion renomme l'ensemble formé par la Société Industrielle de Mécanique et Carrosserie Automobile, Chrysler Europe et Talbot-Lago en Talbot, qui devient à son tour l'actionnaire majoritaire du circuit jusqu'à sa disparition en 1986. Peugeot conserve ensuite le circuit jusqu'en 1988, avant de le revendre à l'équipementier automobile Valeo qui va le renommer CERAM (Centre d'Essais et de Recherches Automobile de Mortefontaine). En 1993, le groupe Lagardère devient le propriétaire du circuit pendant une dizaine d'années jusqu'à ce qu'il cède sa branche Matra Automobile Engineering et le CERAM à l'italien Pininfarina S.p.A. en 2003[réf. souhaitée].
En 2008, l'Union Technique de l'Automobile, du motocycle et du Cycle (UTAC) achète le CERAM et devient l'Utac Ceram. C'est l'organisme d'homologation Utac Ceram qui va complètement rénover le Circuit de Mortefontaine en le rendant aux normes de sécurité, et il est inauguré le 10 mars 2015. L'Utac Ceram, renommée Utac en 2021, possède également l'Autodrome de Linas-Montlhéry et son anneau de vitesse.

## Description
Le CERAM n'est pas accessible au public, sauf pour des événementiels (présentation à la presse, présentation aux clients d'une marque, rassemblements d'un club d’automobiles anciennes, séminaire d'entreprise) mais réservé aux constructeurs et équipementiers automobiles pour tester leurs modèles, équipements ou prototypes, dans un environnement proche de la réalité ou en vue d'une homologation.

### Circuit routier
Le circuit routier (à sens unique) est le parcours d'origine du circuit de Mortefontaine qui comprend une piste de 5,2 km de long sur 6 m de large. Il a été rénové en 2015, avec l'ajout de 4 chicanes amovibles placées aux virages Golf, Cyprès, Safari et Bleu, afin de limiter les vitesses à 200 km/h au lieu de 250 km/h auparavant.

Circuit routier de 5,2 km
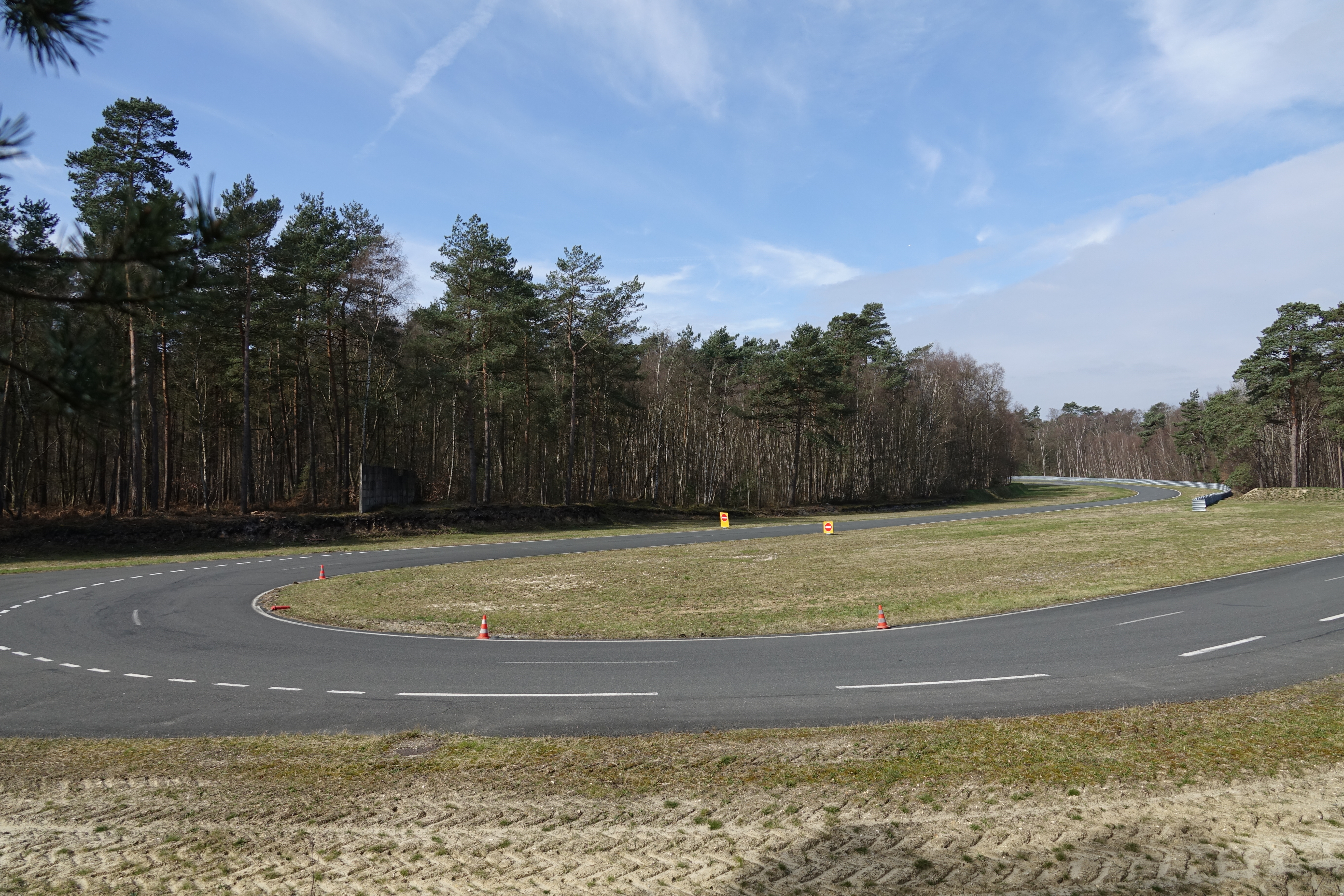
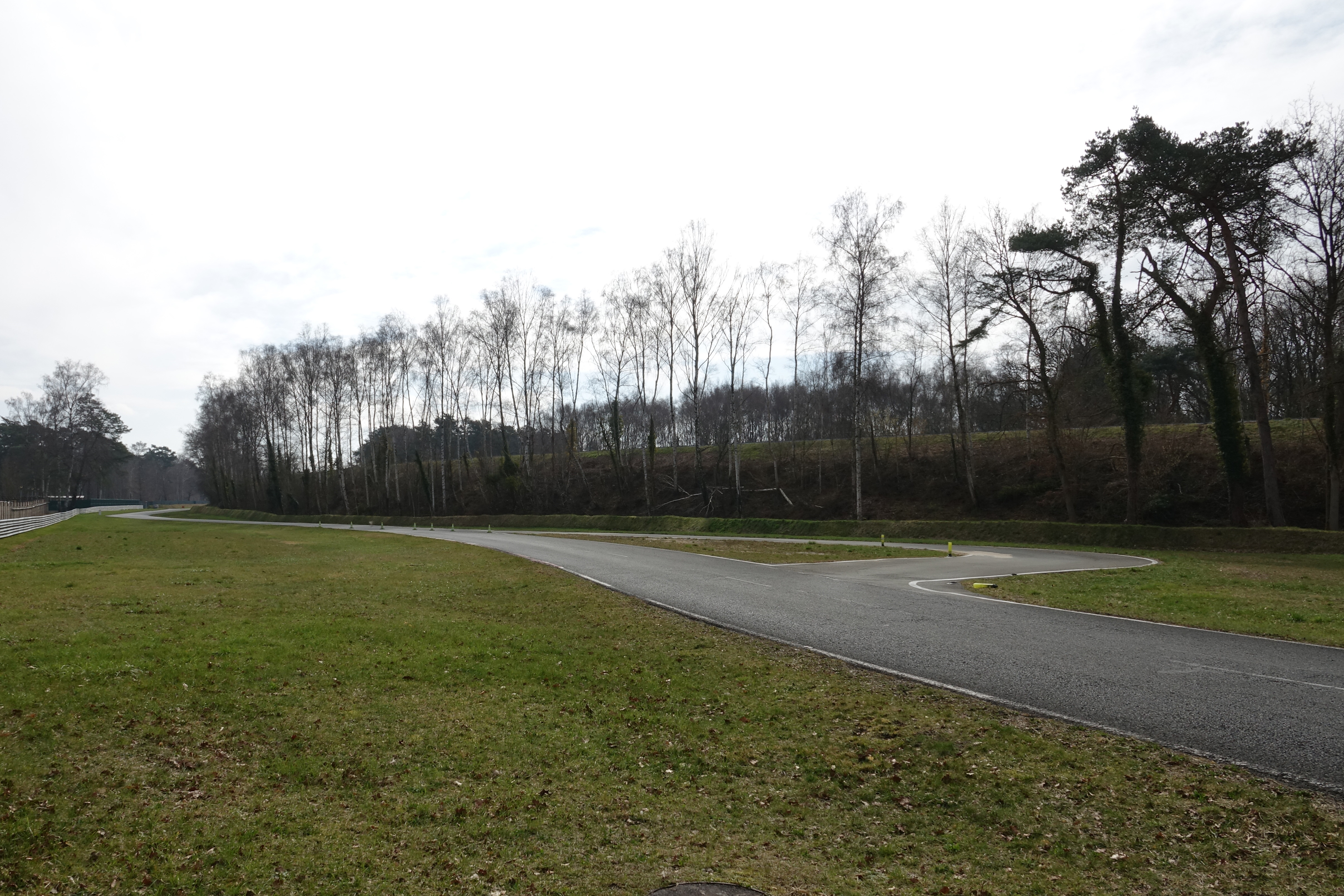
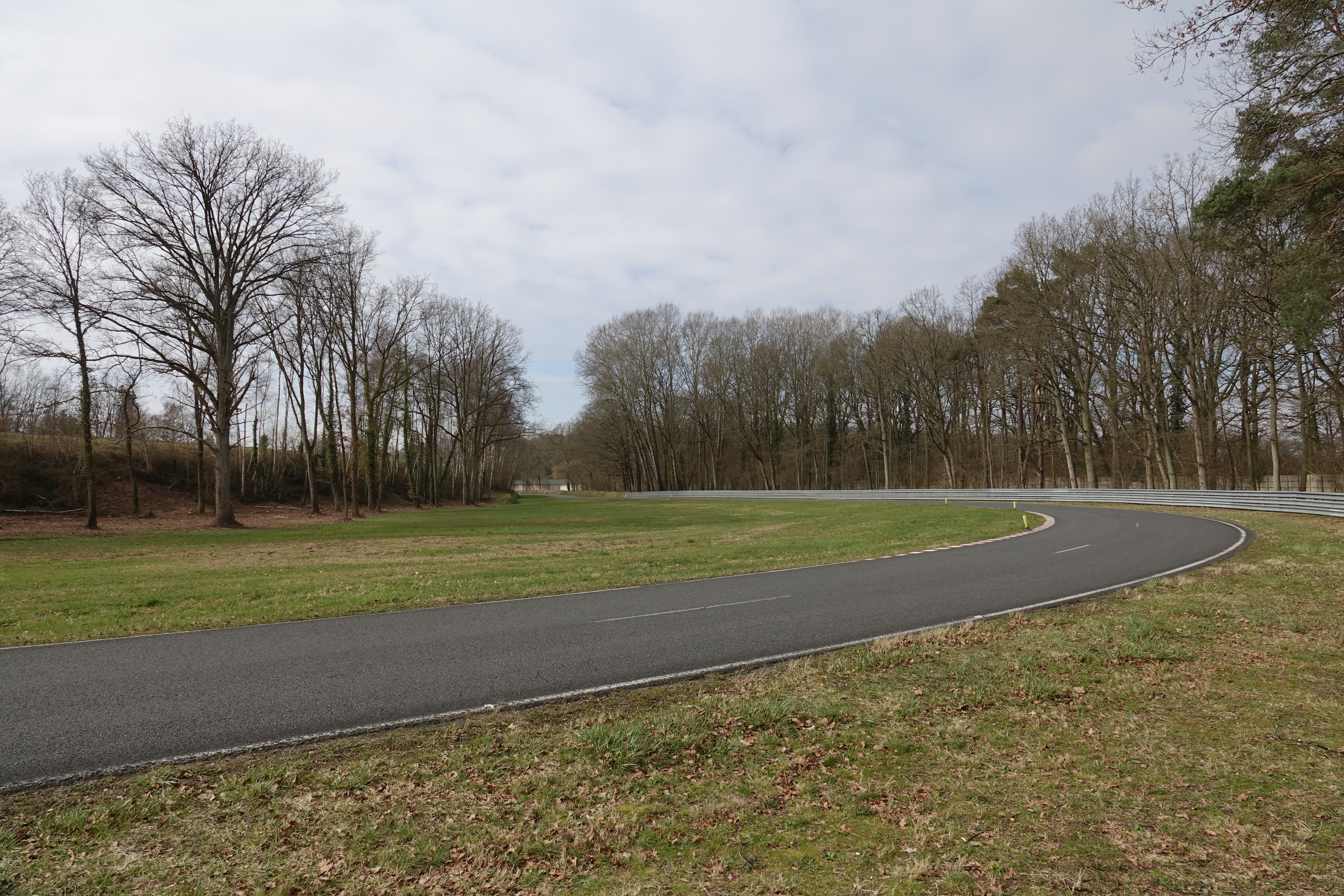

### Anneau de vitesse

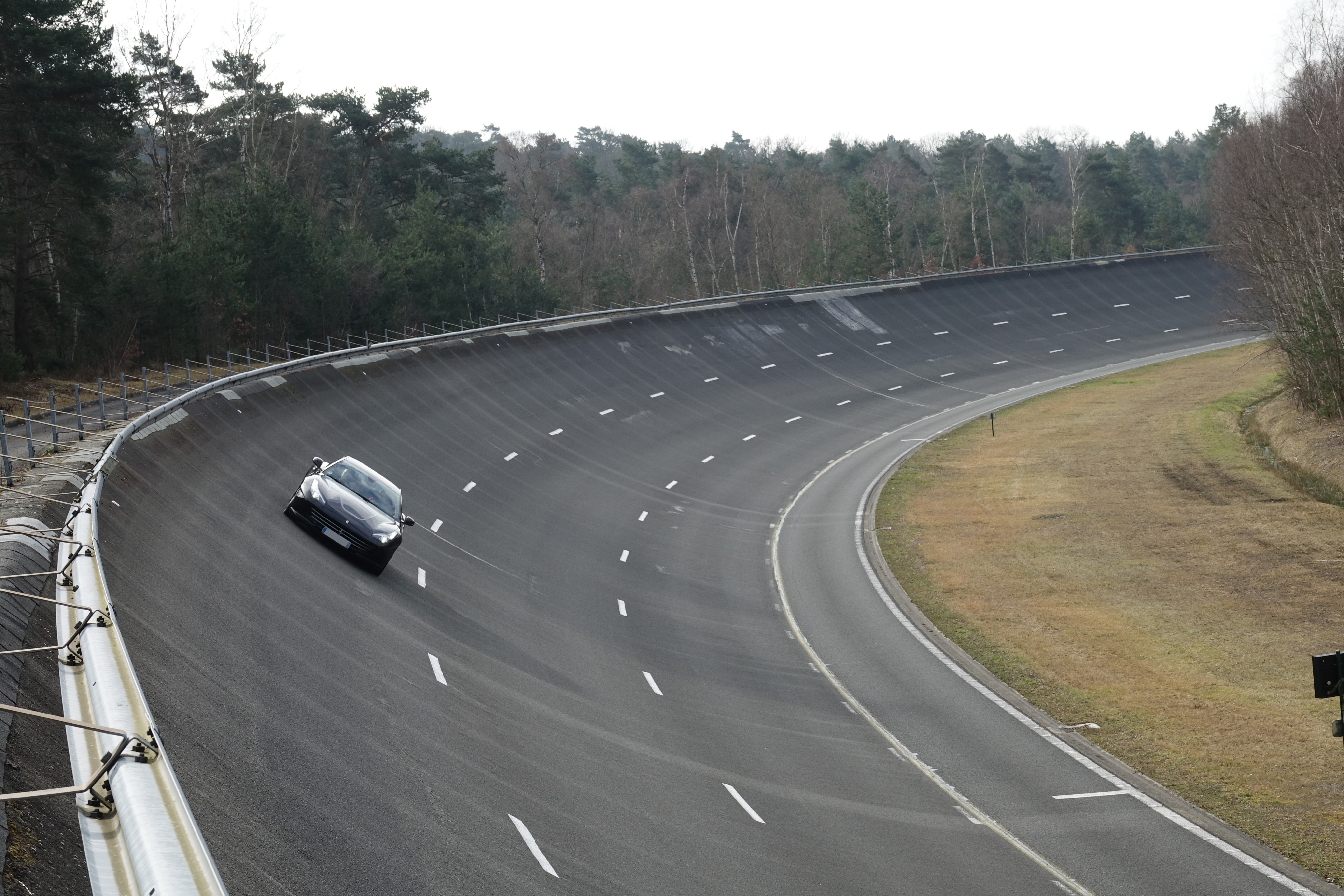
Anneau de vitesse.

L'anneau de vitesse du circuit de Mortefontaine est construit en 1968. Il comporte une voie d'accès et trois voies de circulation avec des vitesses respectives, et la circulation se fait dans le sens antihoraire.

### Circuit tout-terrain
Le circuit tout-terrain (ou 4×4) se fait sur des voies naturelles (sable, roches et terre) selon trois niveaux de difficulté : vert, bleu et rouge.

### Aire plane

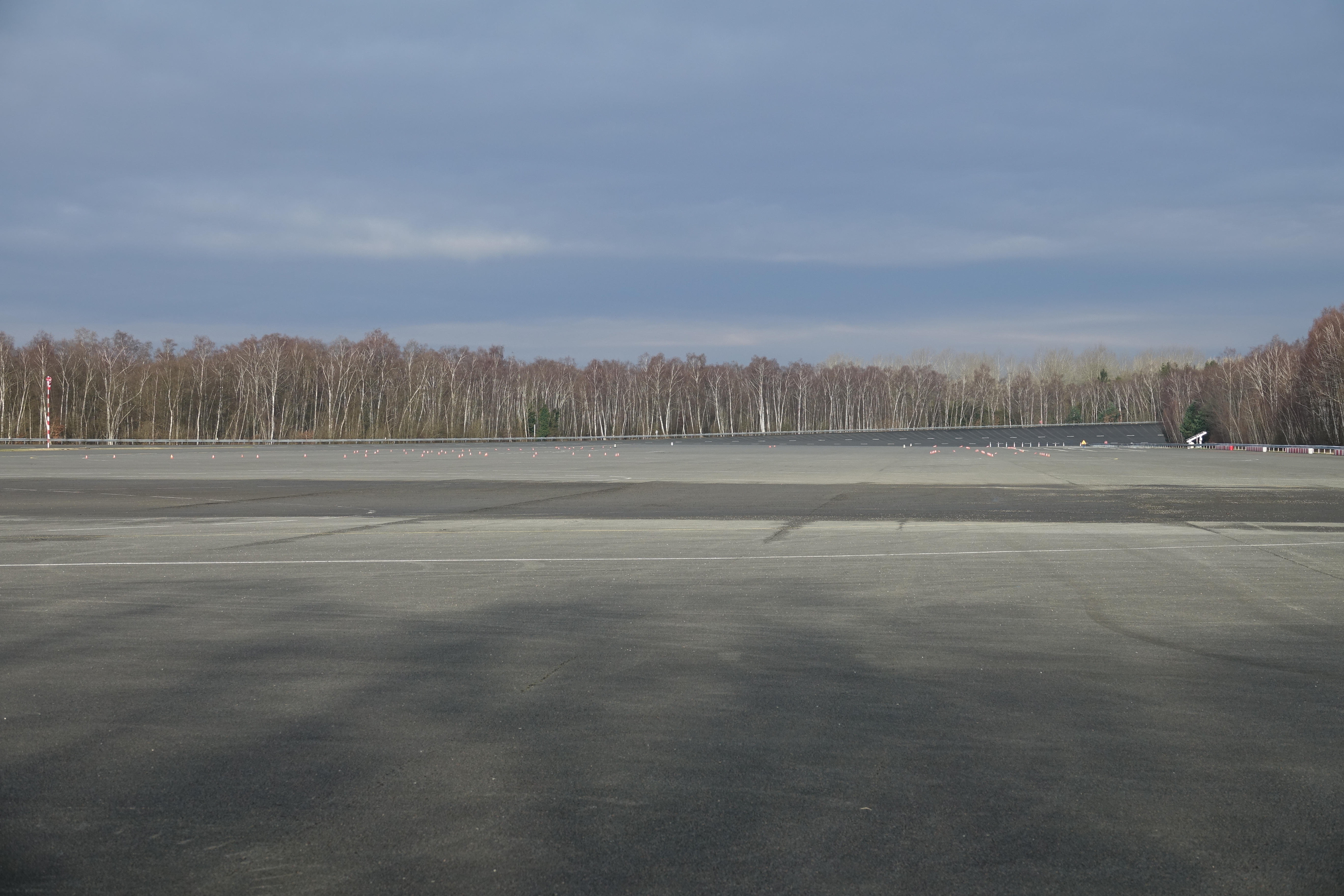
Aire plane de 77000 m2.

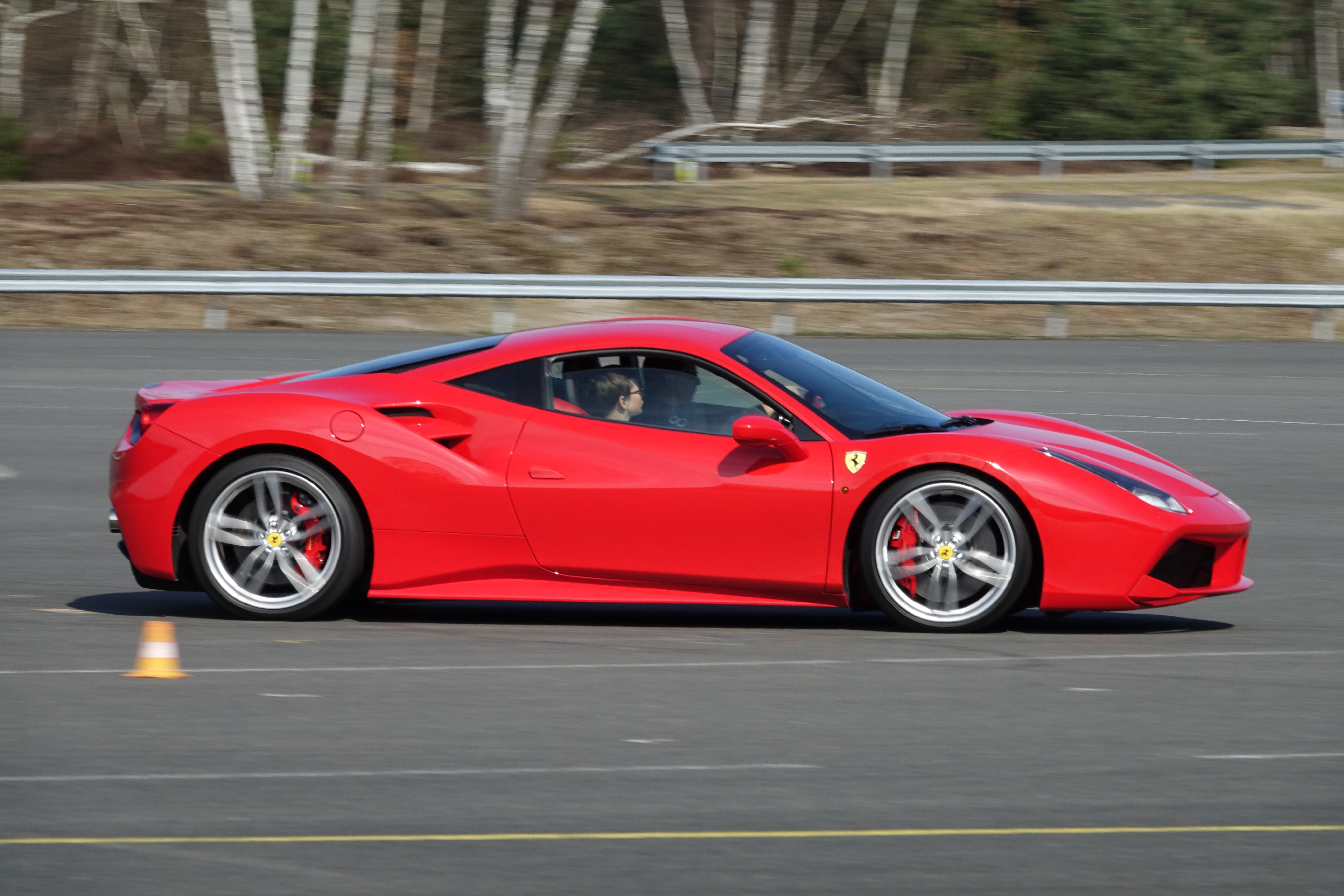
Slaloms.

Une aire de 77 000 m2 plane en asphalte, équipée d'un système d'arrosage intégré, de 750 m de long sur 120 m de large, reçoit les ateliers techniques tels que :
- les slaloms ;
- les tests de freinage ;
- les virages sur sol sec et mouillé ;
- les tests d'aquaplanage…

Tests routiers - Virage sur sol mouillé
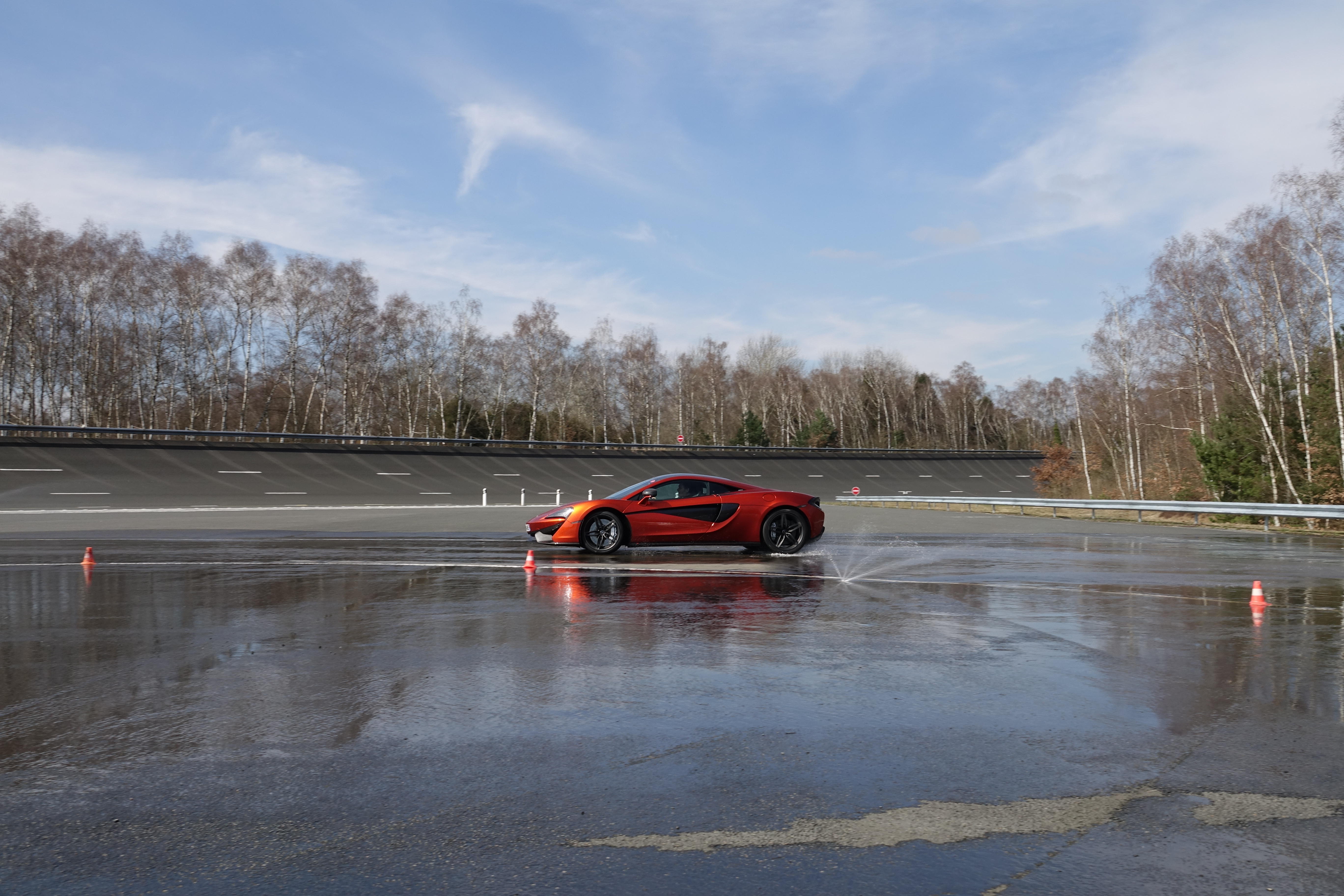
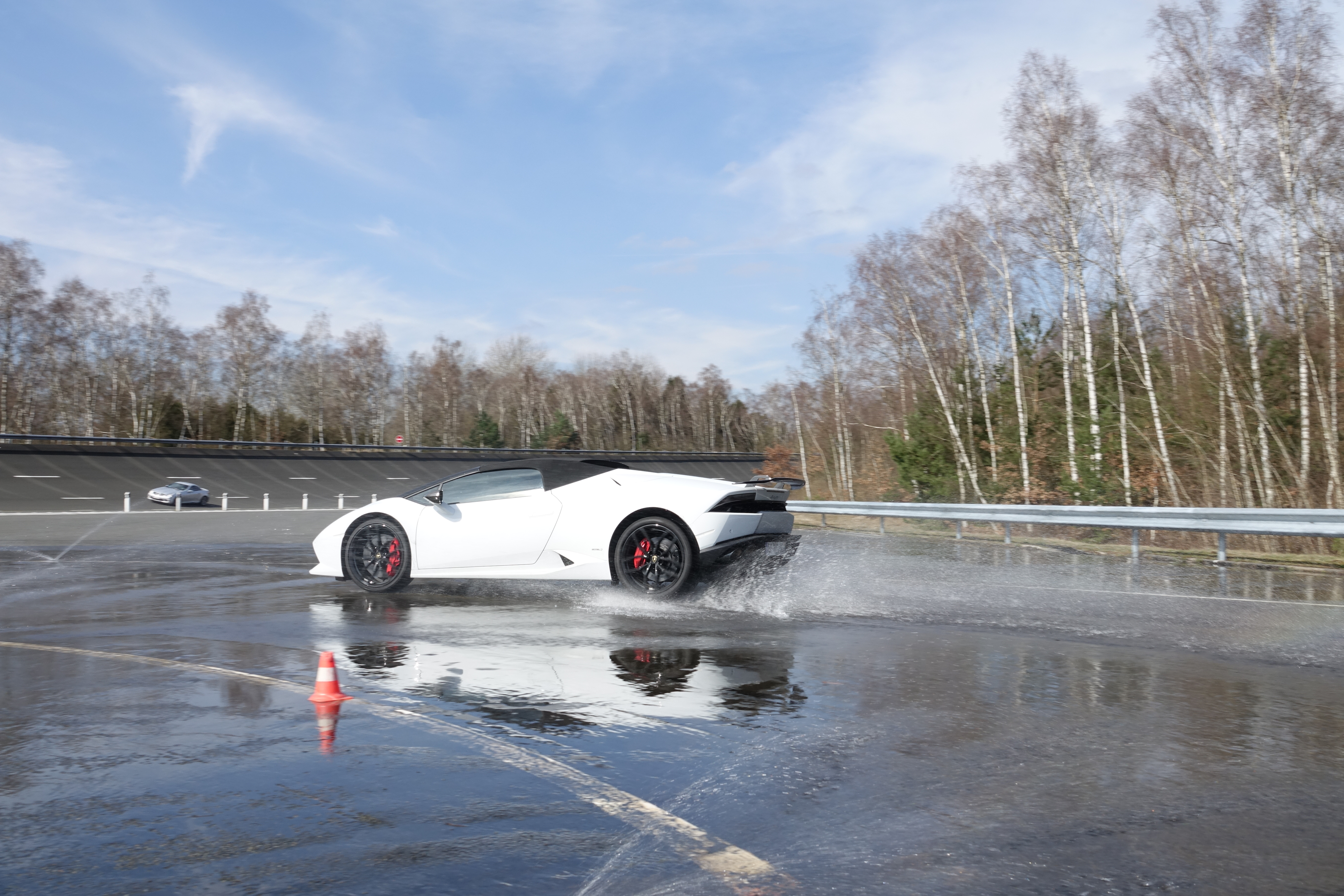
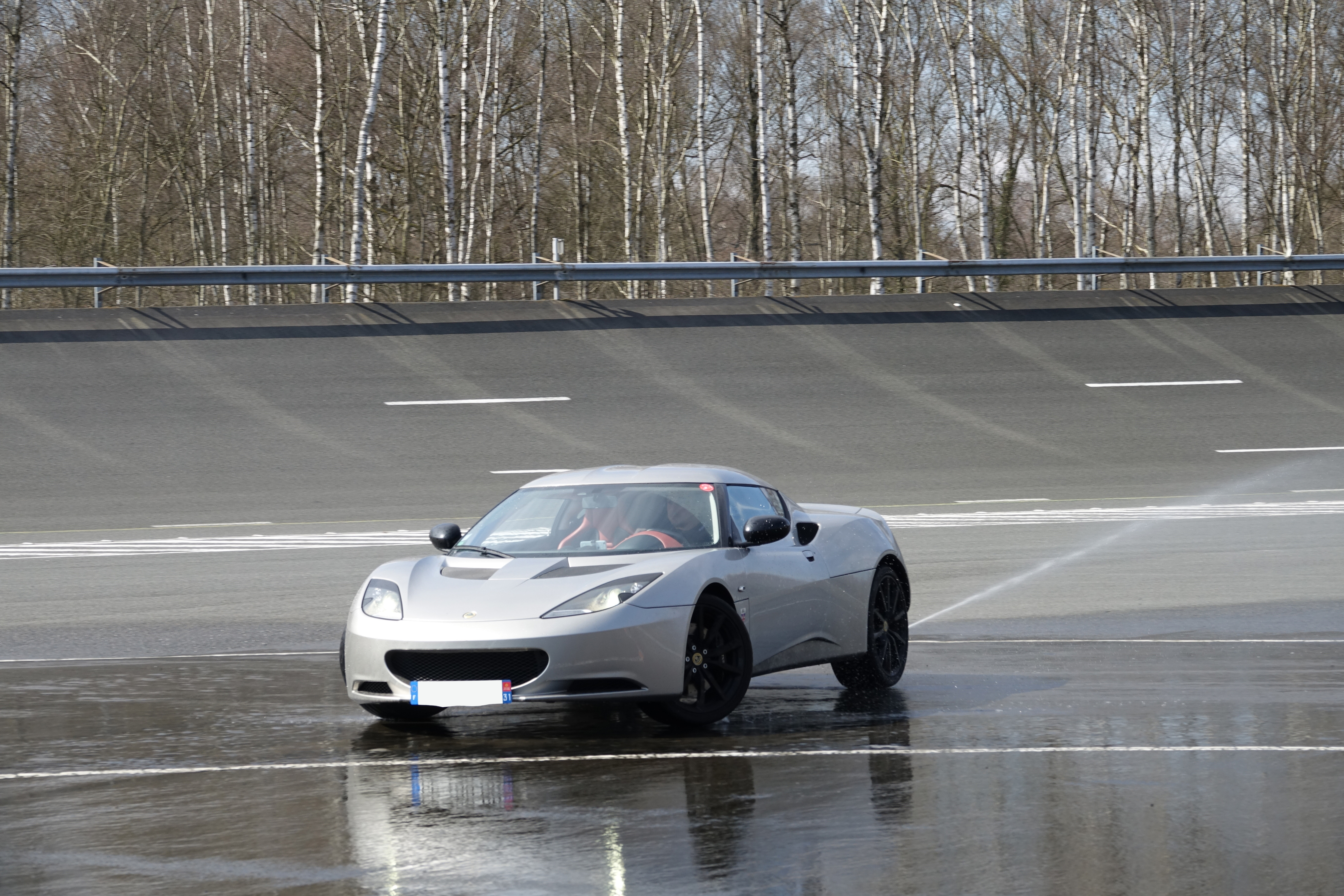

## Situation
Le circuit d'essais de Mortefontaine est situé dans le sud de l'Oise, à 40 km au Nord de Paris, dans le parc naturel régional Oise-Pays de France, à 800 m du parc Astérix. Il occupe une superficie totale de 195 hectares.

## Événements
Le circuit reçoit chaque année des événementiels qui sont gérés par la cellule organisatrice de l'Utac : Paris Auto Events.

### Trophée européen de la voiture de l'année
Le circuit de Mortefontaine sert de base aux journalistes et personnalités de l'automobile pour les essais des sept voitures finalistes éligibles au titre du « Trophée européen de la voiture de l'année » (Car of the year), dont la lauréate est dévoilée en marge du salon international de l'automobile de Genève. En 2018, c'est la Volvo XC40 qui remporte le titre.

### Automoto

Automoto sur TF1.

À partir d'octobre 2018, l'émission télévisée Automoto consacrée à l'automobile sur TF1 s'installe dans l'enceinte du circuit de Mortefontaine pour réaliser ses essais comparatifs automobiles sur le circuit routier[source insuffisante]. L'émission installe une base permanente dans un bâtiment nommé maintenant « La maison Automoto » pour y réaliser la dominicale télévisée avec le présentateur Jean-Pierre Gagick et le pilote Anthony Beltoise.

### GT Prestige

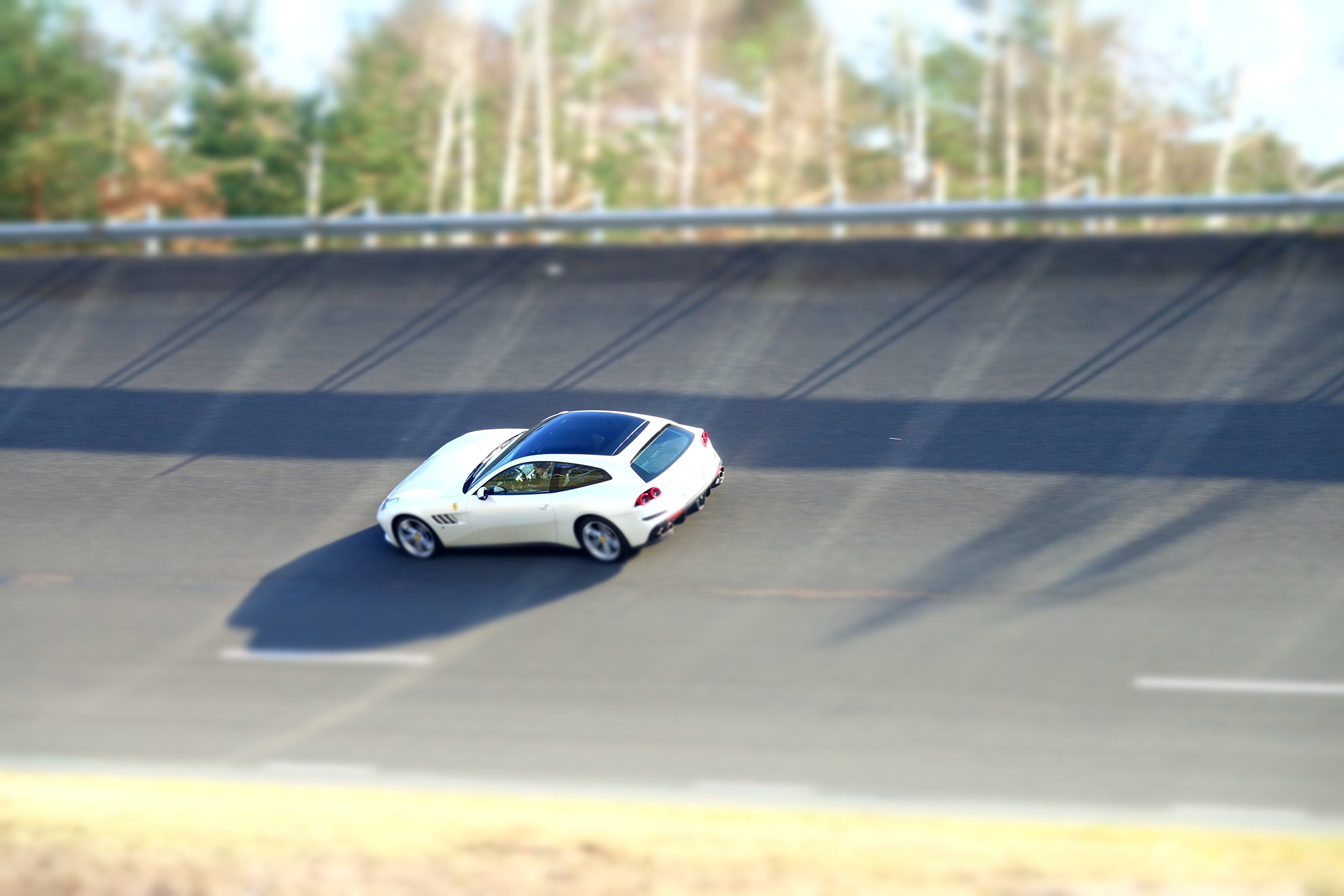
Ferrari GTC4Lusso - GT Prestige 2018.

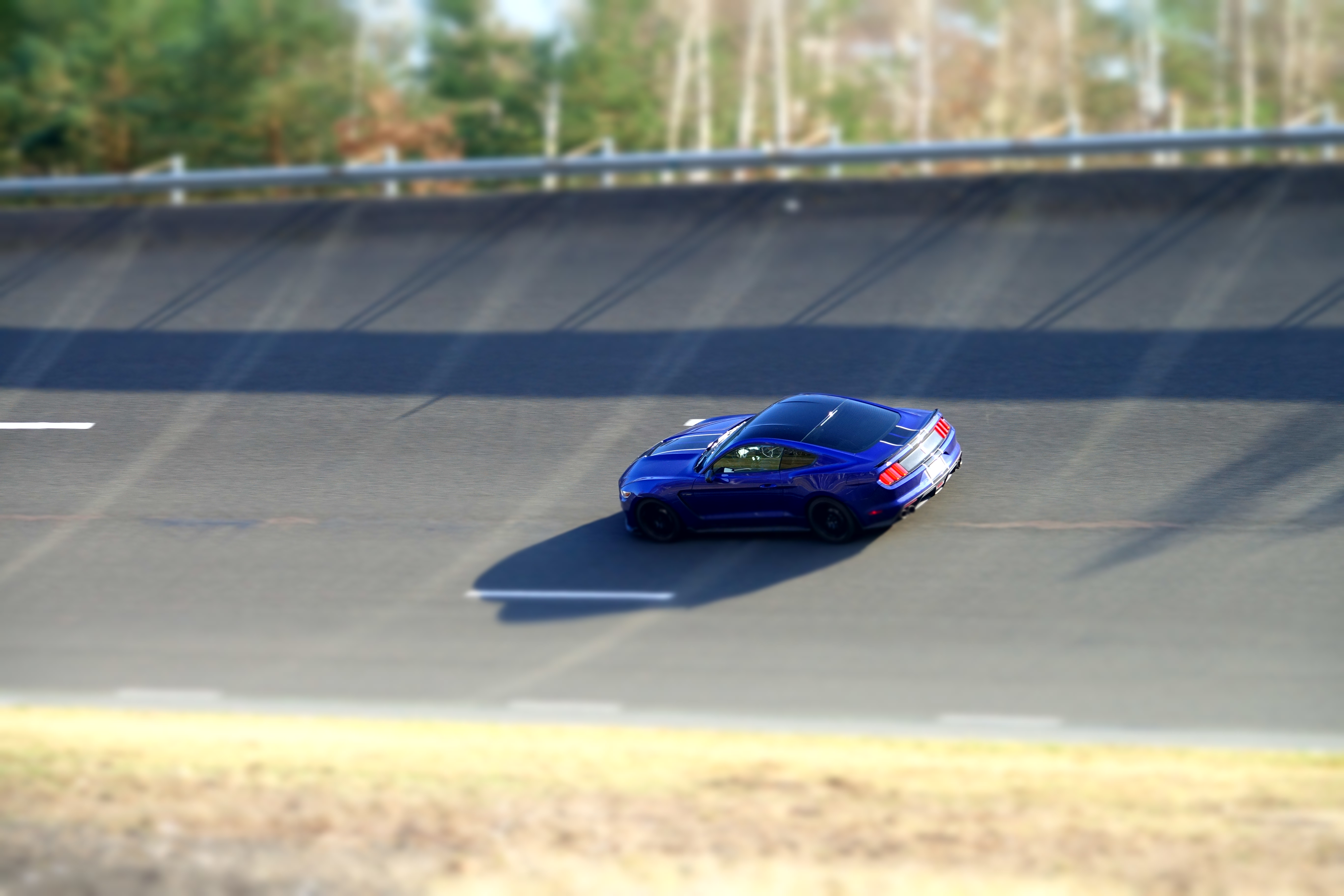
Shelby GT350 - GT Prestige 2018.

Organisé d'abord à partir de 2009 sur l'Autodrome de Linas-Montlhéry, Paris Auto Events organise depuis 2012 sur le circuit de Mortefontaine le « GT Prestige ». Cet événement est proposé à une trentaine de propriétaires de GT (de 1970 à nos jours) maximum, et consiste à proposer aux particuliers différents ateliers dynamiques, encadrés par l’équipe de l’École de Formation à la Conduite Automobile de Mortefontaine (EFCAM), pour apprendre les techniques de conduite en toute sécurité de leur bolide.

GT Prestige 2018
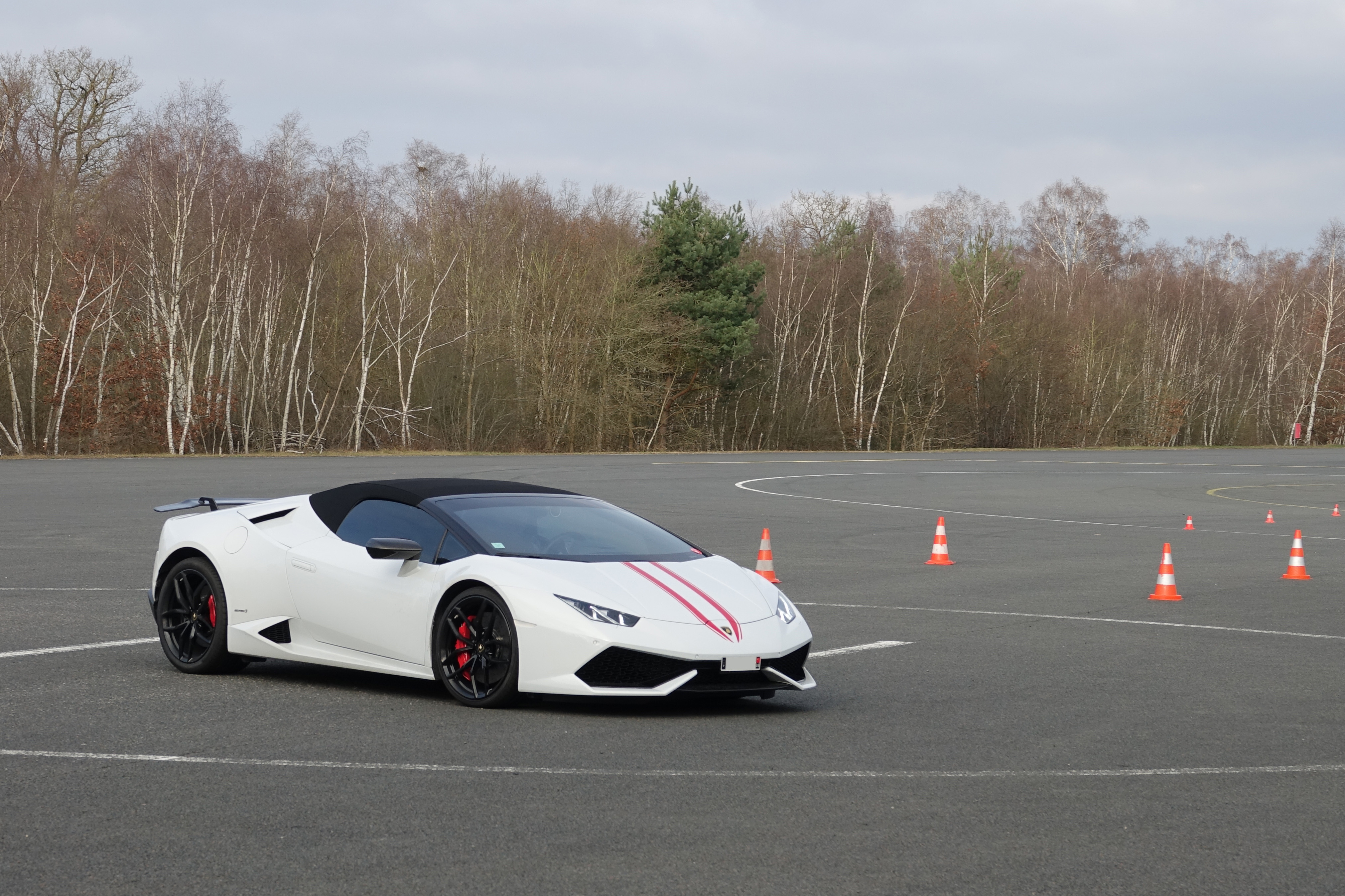
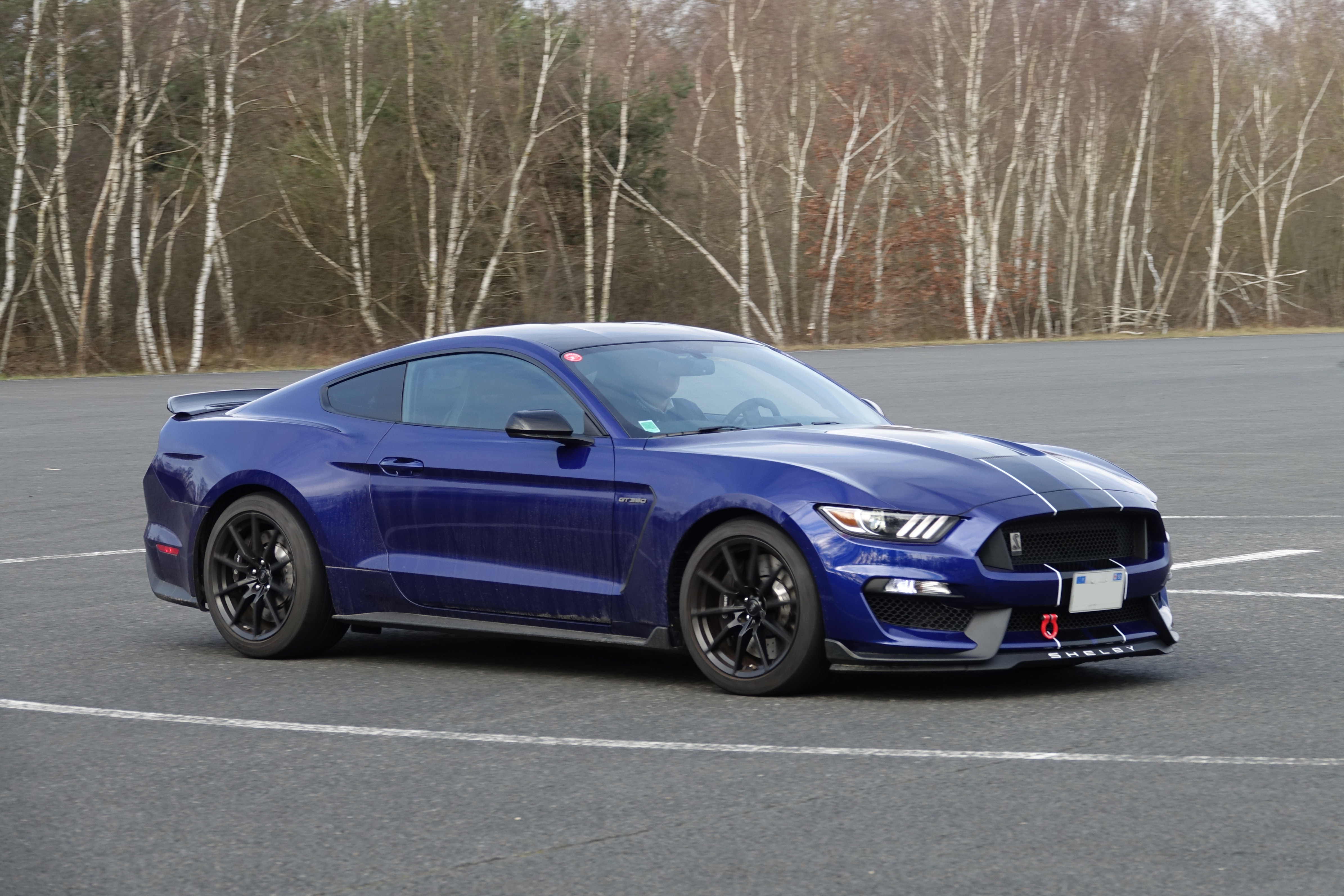
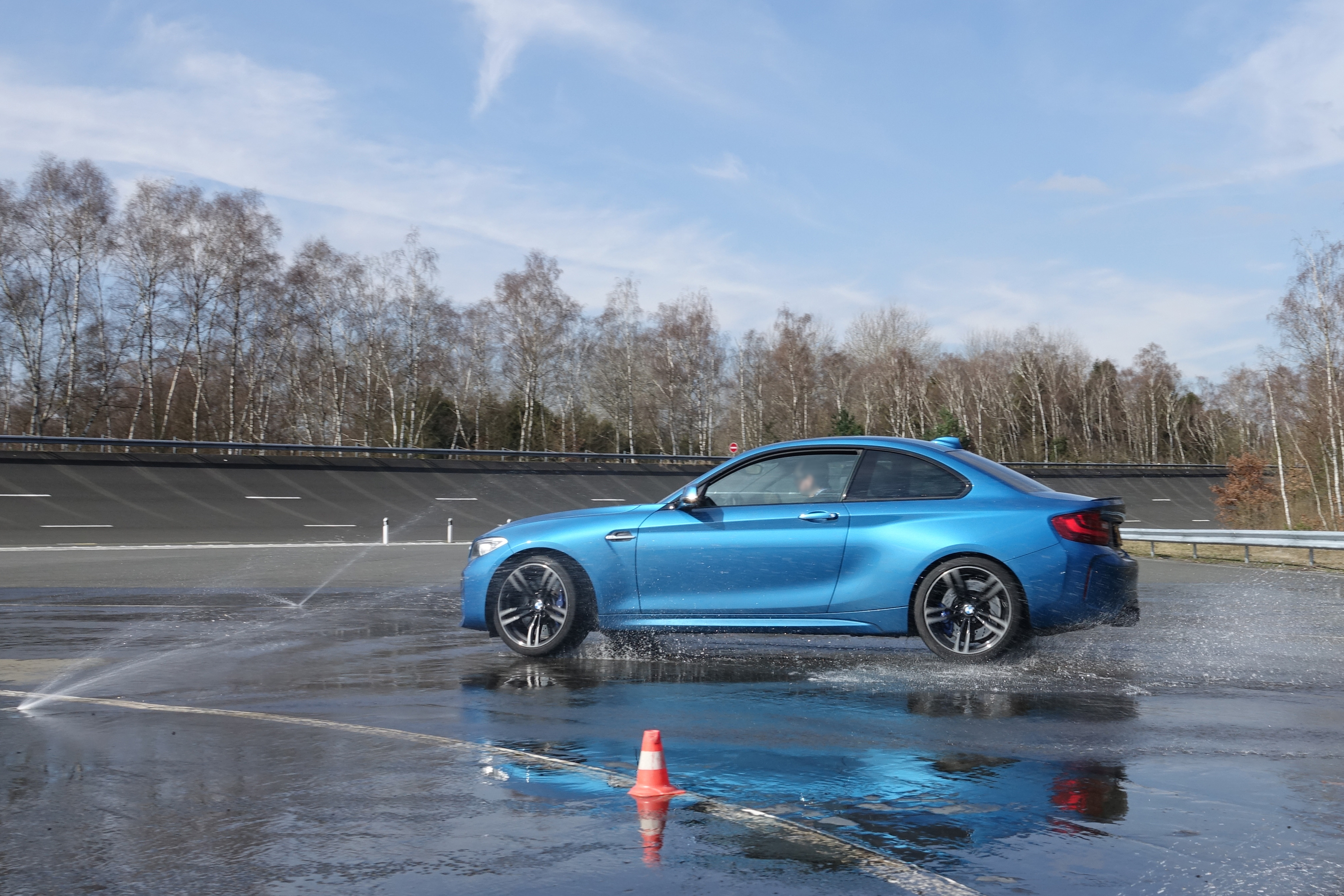
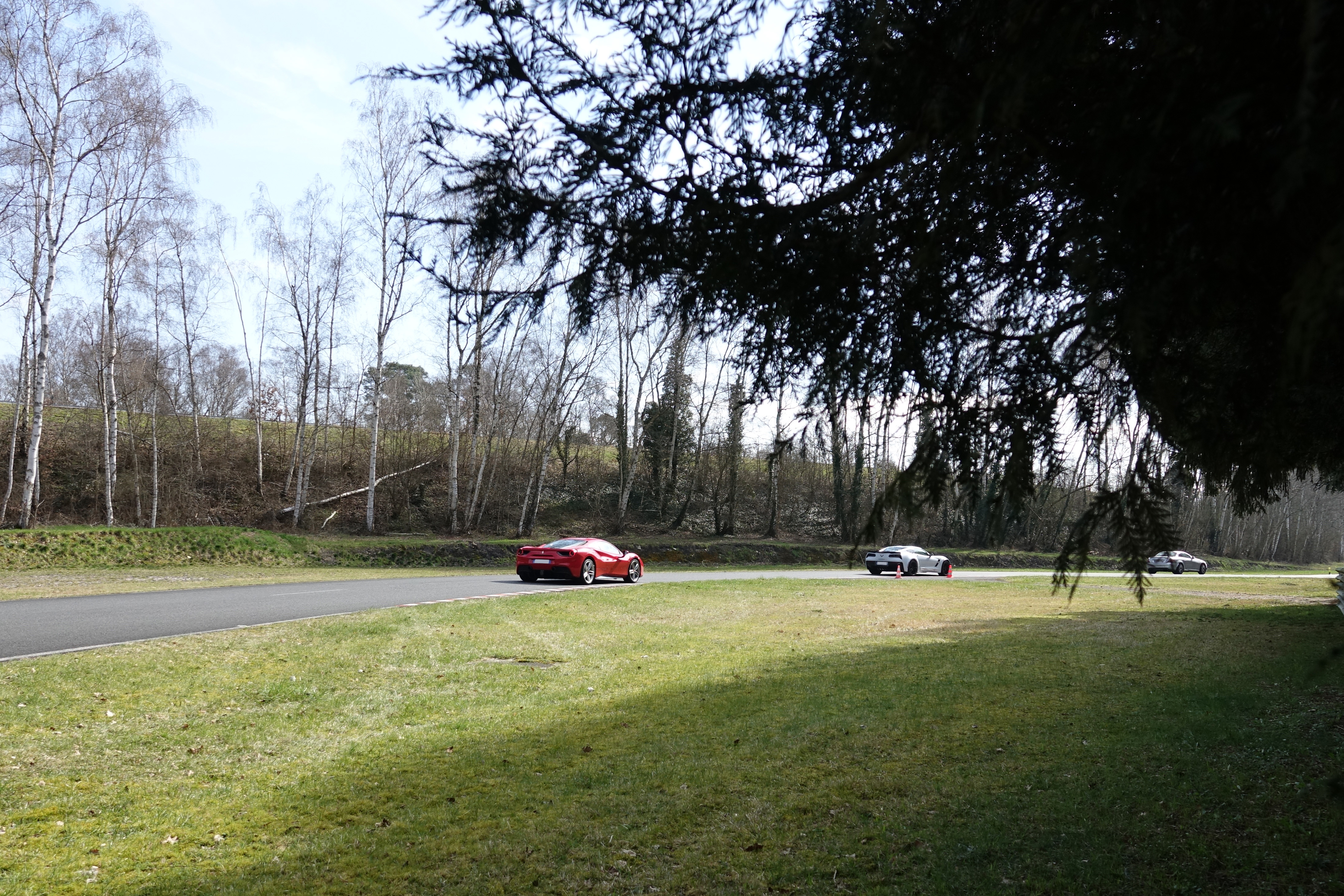
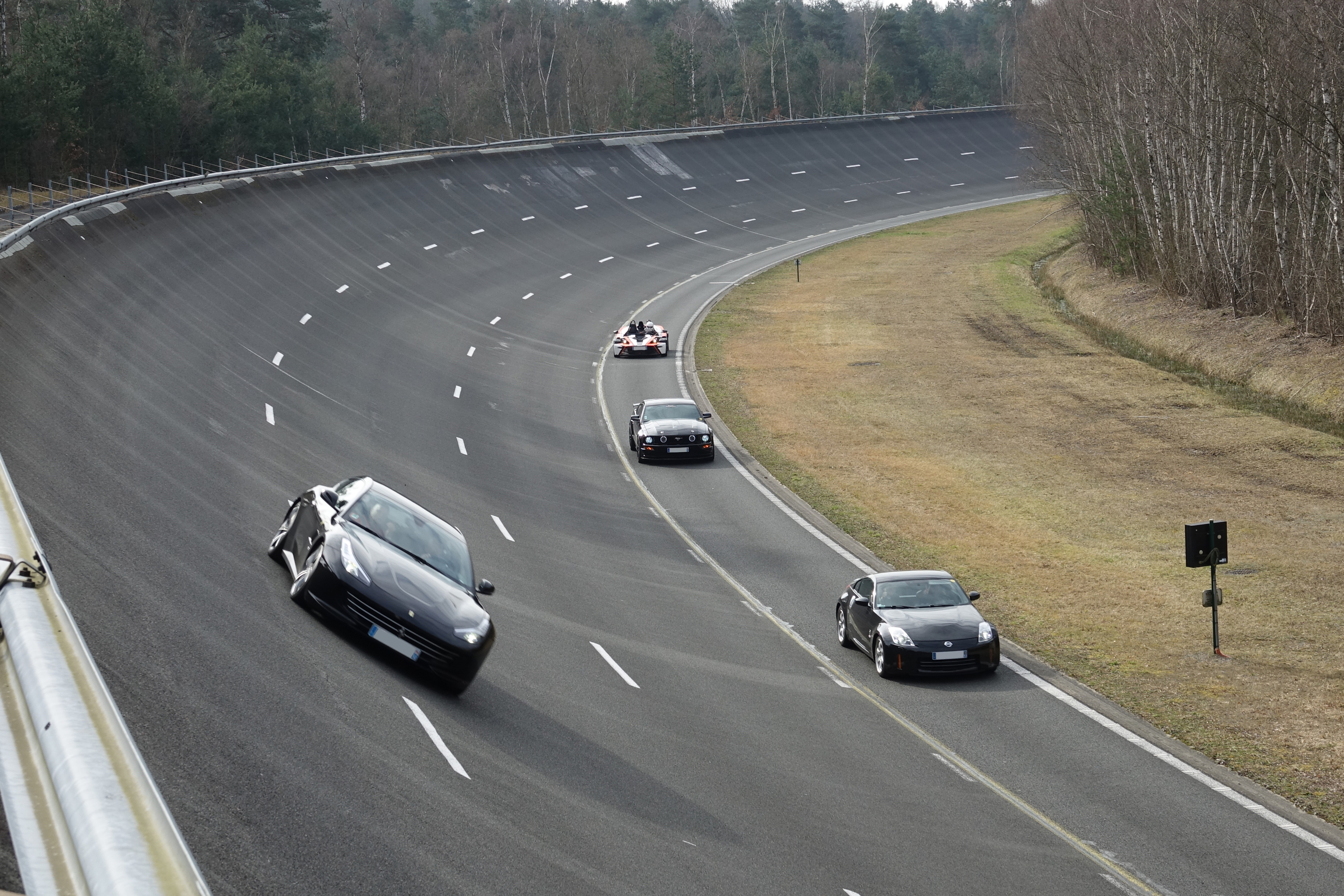
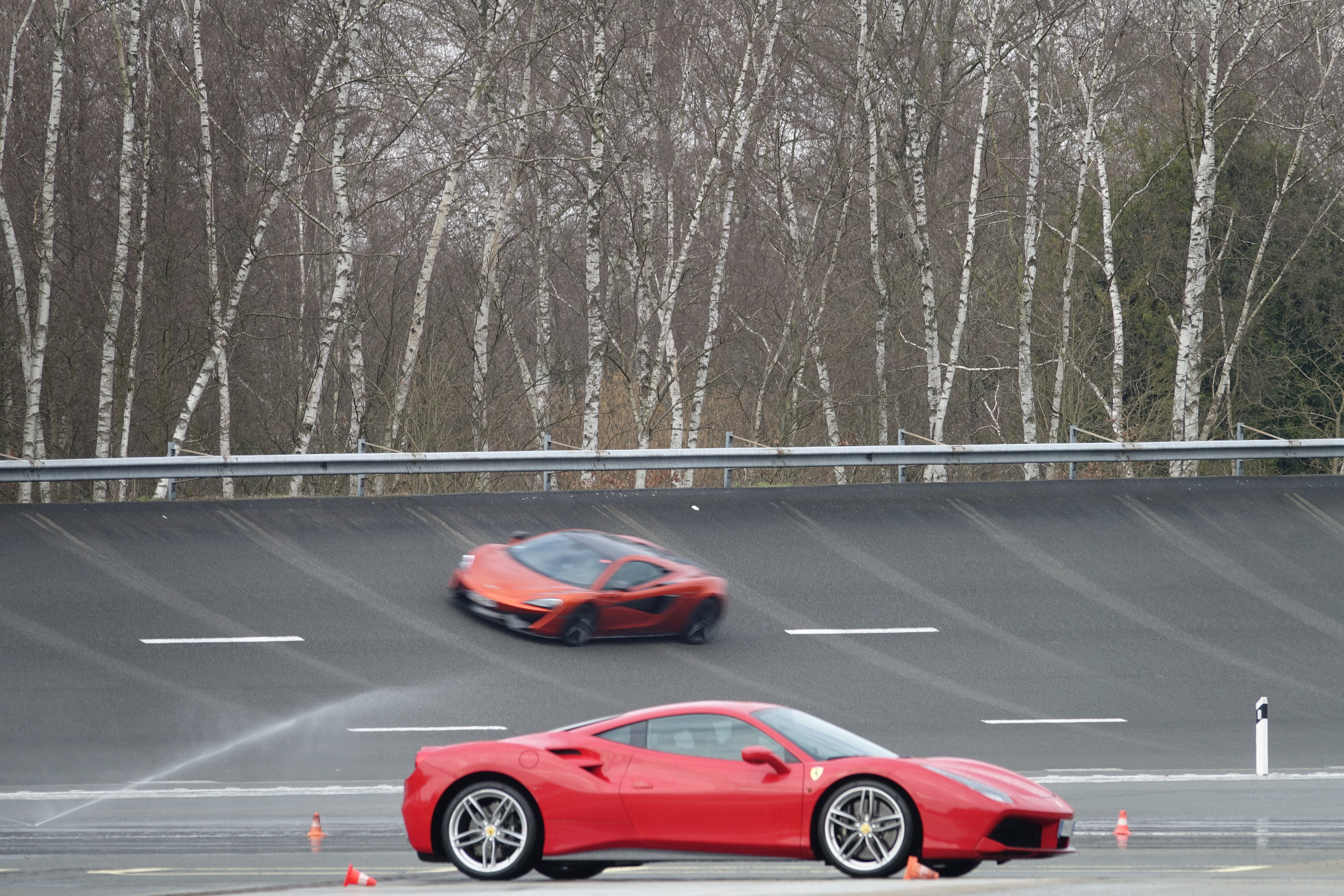
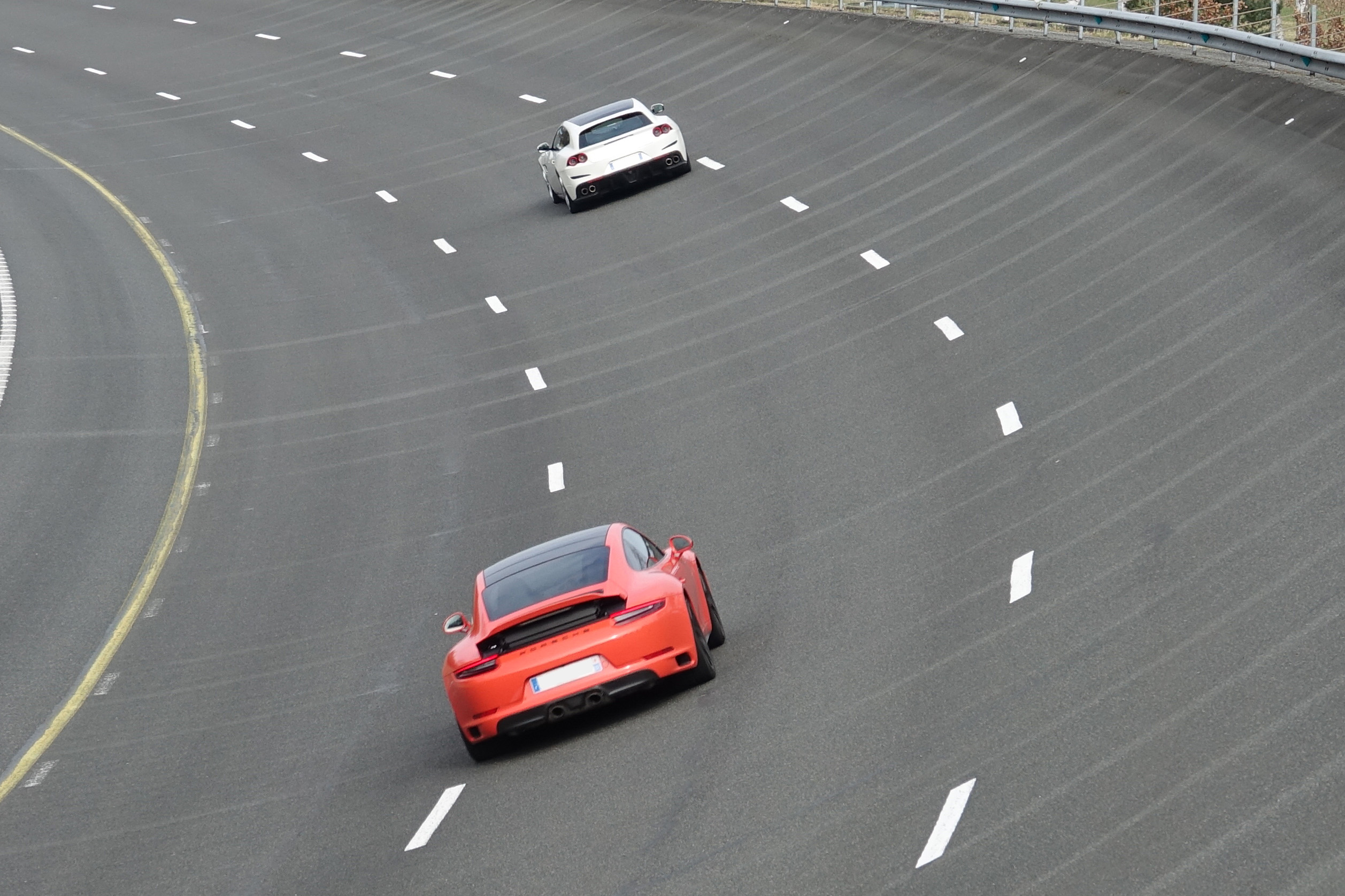

Et la participation du constructeur italien Ferrari qui est venu proposer un « Test Drive » avec trois GTC4Lusso et deux 458, accompagnées d'une Ferrari 812 Superfast en exposition[pertinence contestée].

Test Drive Ferrari
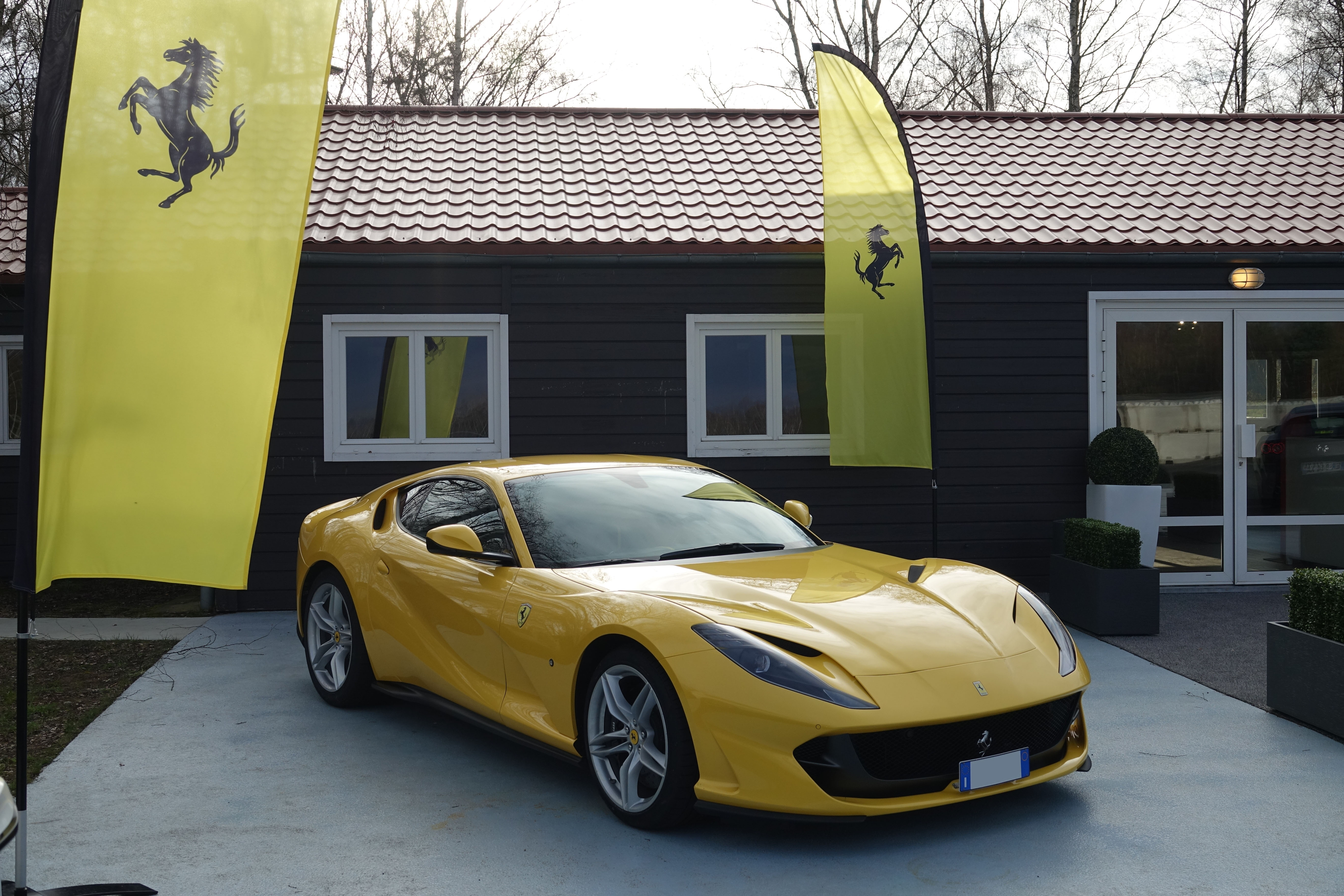
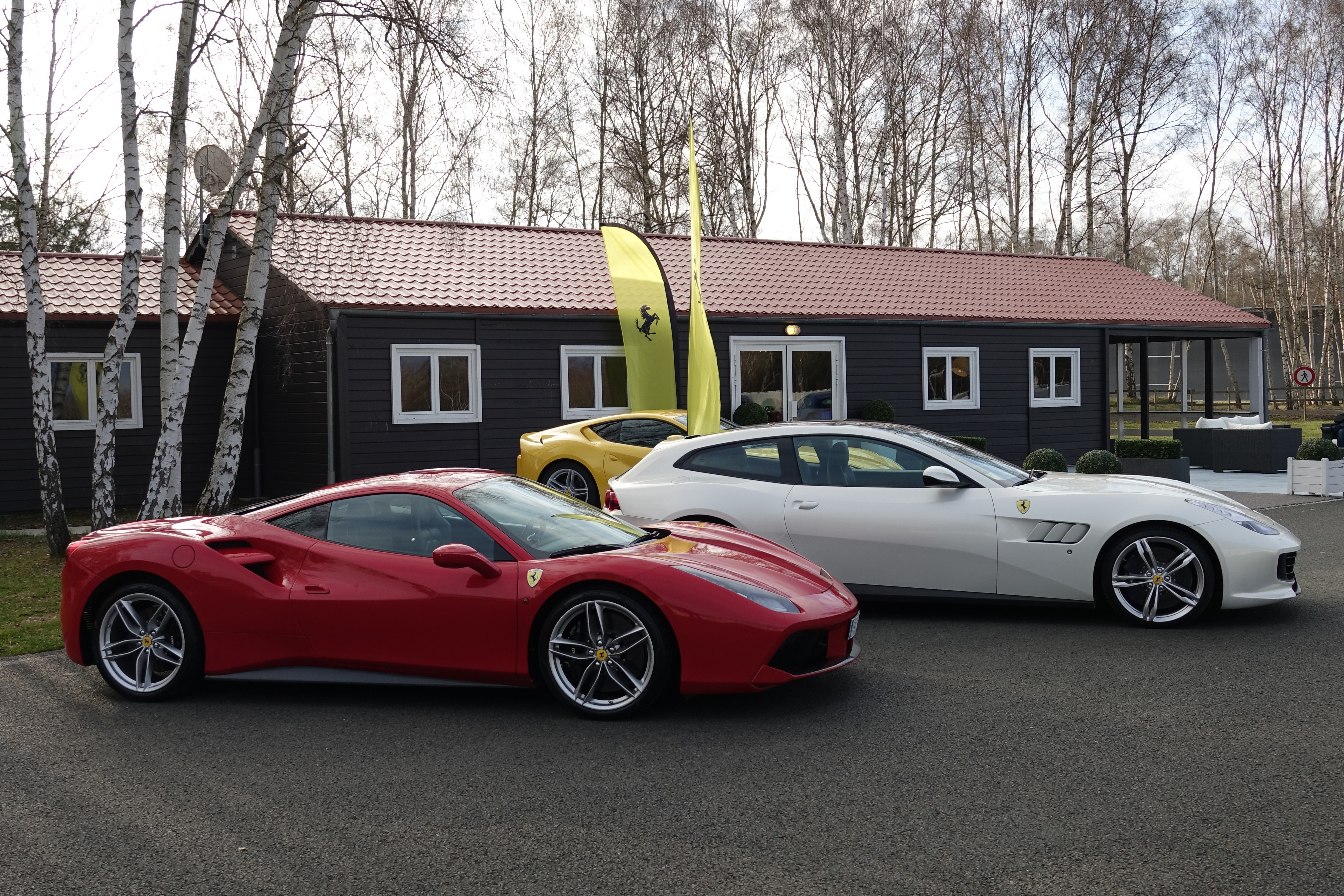
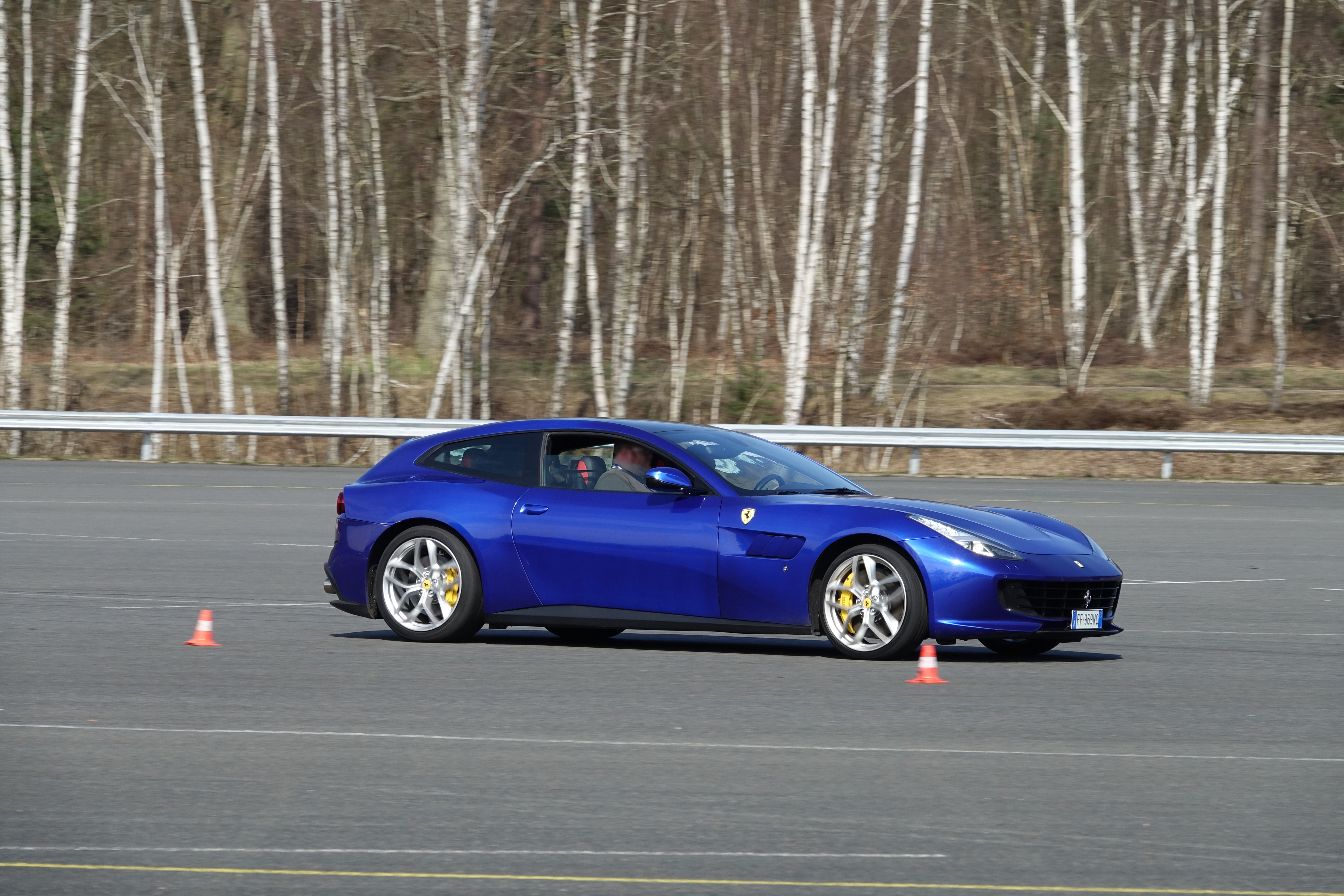

## Record de vitesse
Lors du Mondial de l'Automobile de Paris 2004, Porsche a invité les présidents des Clubs Porsche français à découvrir ses modèles sur le circuit de Mortefontaine, avec Romain Dumas, Sascha Maassen et Emmanuel Collard, pilotes officiels de la marque de Stuttgart. C'est à cette occasion qu'Emmanuel Collard a battu le record de vitesse sur l'anneau avec une pointe à 323 km/h au volant d'une Porsche Carrera GT de couleur jaune.